# Daniel Verník
Víctor Daniel Verník Grunmann (ur. 28 marca 1948 w Buenos Aires) – argentyński zapaśnik walczący w obu stylach. Dwukrotny olimpijczyk. Jedenasty w stylu klasycznym i czternasty w stylu wolnym w Meksyku 1968, wadze do 97 kg. W Montrealu 1976 zajął dziewiąte miejsce w stylu klasycznym i ósme w wolnym, w kategorii do 100 kg.
Srebrny medalista igrzysk panamerykańskich w 1975; brązowy w 1971 i 1967 roku.

## Letnie Igrzyska Olimpijskie 1968
| Konkurencja          | Rundy eliminacyjne   | Rundy eliminacyjne   | Klas. końcowa |
| Konkurencja          | Przeciwnik I         | Przeciwnik II        | Miejsce       |
| -------------------- | -------------------- | -------------------- | ------------- |
| 97 kg styl klasyczny | Per Svensson (SWE) P | Caj Malmberg (FIN) P | 11.           |

| Konkurencja      | Rundy eliminacyjne             | Rundy eliminacyjne    | Klas. końcowa |
| Konkurencja      | Przeciwnik I                   | Przeciwnik II         | Miejsce       |
| ---------------- | ------------------------------ | --------------------- | ------------- |
| 97 kg styl wolny | Moslem Eskandar Filabi (IRI) P | Said Mustafow (BGR) P | 14.           |

## Letnie Igrzyska Olimpijskie 1976
| Konkurencja           | Rundy eliminacyjne | Rundy eliminacyjne           | Rundy eliminacyjne    | Klas. końcowa |
| Konkurencja           | Przeciwnik I       | Przeciwnik II                | Przeciwnik III        | Miejsce       |
| --------------------- | ------------------ | ---------------------------- | --------------------- | ------------- |
| 100 kg styl klasyczny | wolny los Z        | Andrzej Skrzydlewski (POL) P | Heinz Schäfer (FRG) P | 9.            |

| Konkurencja       | Rundy eliminacyjne     | Rundy eliminacyjne   | Rundy eliminacyjne  | Klas. końcowa |
| Konkurencja       | Przeciwnik I           | Przeciwnik II        | Przeciwnik III      | Miejsce       |
| ----------------- | ---------------------- | -------------------- | ------------------- | ------------- |
| 100 kg styl wolny | Robert N’Diaye (SEN) Z | Iwan Jarygin (SUN) P | Petr Drozda (TCH) P | 8.            |